# Maria del Mar Bonet
Maria del Mar Bonet i Verdaguer, född den 27 april 1947 i Palma de Mallorca, är en mallorkinsk (spansk) sångerska. Hon sjunger på katalanska (inklusive på den lokala varianten baleariska) och är känd i bland annat Frankrike, USA och Latinamerika.

## Biografi
Bonet inledde sin karriär som del av sånggenren och kulturella rörelsen nova cançó. Hennes inspiration kom både från den äldre katalanskspråkiga sångtraditionen och 1960-talets engelskspråkiga singer-songwriter-generation, med artister som Bob Dylan, Judy Collins och Joni Mitchell.
1968 sjöng hon in en sång mot Franco-regimen – "Que volen aquesta gent?" ('Vad vill de här människorna?') – med text från en dikt av Lluís Serrahima. Den Franco-kritiska sången förbjöds att framföras i radio och från scen, men det senare förbudet kringgicks genom att vid olika tillfällen framföra sången under en annan titel (inklusive som "A trenc d'alba" o "De matinada"). Sången gavs ursprungligen ut som en EP 1968; första utgivningen i albumform skedde dock först 1977, på albumet Alenar.
2017 kom albumet Ultramar, i samband med årsfirandet av Maria del Mar Bonets 50 år som sångartist. 2019 uppmärksammades Bonet genom att en vers ur hennes inspelning av låten "Alenar" från 1977 samplades till den katalanska popgruppen Manels singel "Per la bona gent"; låttiteln är hämtad ur en rad i sången.

## Diskografi

### Album och EP

#### 1960-talet
- 1967: Cançons de Menorca (EP)
- 1967: Dorm Jesús (EP, "El Nadal no té 20 anys")
- 1968: Què volen aquesta gent? (EP)
  - 1997: Primeres cançons (återutgivning av de 3 första EP:na samt den första singeln. 1967-1969)
- 1969: Maria del Mar Bonet

#### 1970-talet
- 1971: Maria del Mar Bonet
  - 1977: Maria del Mar Bonet (återutgivning med annorlunda omslag)
  - 1981: L'àguila negra (återutgivning plus låten "L'àguila negra")
- 1974: Maria del Mar Bonet
- 1975: A l'Olympia
- 1976: Cançons de festa
- 1977: Cançó catalana (i samarbete med Lluís Llach, med en LP-sida var)
- 1977: Alenar
- 1979: Saba de terrer
- 1979: Quico – Maria del Mar (med Francesc Pi de la Serra)

#### 1980-talet
- 1981: Jardí tancat
- 1982: Cançons de la nostra Mediterrània (med Al Tall)
- 1982: Breviari d'amor
- 1985: Anells d'aigua
- 1987: Gavines i dragons
- 1989: Ben a prop (med Manel Camp)

#### 1990-talet
- 1990: Bon viatge faci la cadernera
- 1993: El·las
- 1995: Salmaia
- 1997: El cor del temps
- 1999: Cavall de foc

#### 2000-talet
- 2001: Cants d'Abelone (med Rafael Subirachs)
- 2001: Raixa
- 2004: Amic, amat
- 2007: Terra secreta

#### 2010-talet
- 2010: Bellver (med Orquestra Simfònica de Balears Ciutat de Palma)
- 2011: Blaus de l'ànima, més de 20 anys ben a prop (med Manel Camp)
- 2013: Fira encesa (tonsatt diktsamling av Bartomeu Rosselló-Pòrcel)
- 2017: Ultramar

### Samlingsskivor
- 1981: Sempre
- 1990: Coreografies
- 2003: Collita pròpia (2 CD + 1 DVD)
- 2014: Esencial (2 CD)

### Singlar
- 1969: Si véns prest
- 1974: Drama
- 2003: Lluna de pau (CD, med Coral Cantiga)